# Etxarri-Aranatz
Etxarri-Aranatz – gmina w Hiszpanii, w Nawarze, o powierzchni 32,94 km². W 2011 roku gmina liczyła 2487 mieszkańców.